# Kampioenschap van Vlaanderen 2016
De 101e editie van de wielerwedstrijd Kampioenschap van Vlaanderen werd gehouden op 16 september 2016. De wedstrijd startte en eindigde in Koolskamp. De wedstrijd maakte deel uit van de UCI Europe Tour 2016, in de categorie 1.1.

## Deelnemende ploegen
| WorldTour          | ProContinentaal             | Continentaal                     |
| ------------------ | --------------------------- | -------------------------------- |
| AG2R La Mondiale   | ONE Pro Cycling             | An Post-Chainreaction            |
| Etixx-Quick Step   | Roompot-Oranje Peloton      | Cibel-Cebon                      |
| Team LottoNL-Jumbo | Stölting Service Group      | Crelan-Vastgoedservice           |
| Lotto-Soudal       | Topsport Vlaanderen-Baloise | Roubaix Lille Métropole          |
|                    | Wanty-Groupe Gobert         | Superano Ham-Isorex              |
|                    | Wilier Triestina-Southeast  | Team Joker                       |
|                    | Fortuneo-Vital Concept      | Team 3M                          |
|                    |                             | Veranclassic-Ago                 |
|                    |                             | Verandas Willems                 |
|                    |                             | Wallonie Bruxelles-Group Protect |

## Uitslag
| Plaats  | Naam               | Ploeg                       | Tijd     |
| ------- | ------------------ | --------------------------- | -------- |
| Winnaar | Timothy Dupont     | Verandas Willems            | 4u14'03" |
| 2       | Fernando Gaviria   | Etixx-Quick Step            | z.t.     |
| 3       | Raymond Kreder     | Roompot-Oranje Peloton      | z.t.     |
| 4       | Kenny Dehaes       | Wanty-Groupe Gobert         | z.t.     |
| 5       | Kris Boeckmans     | Lotto-Soudal                | z.t.     |
| 6       | Bert Van Lerberghe | Topsport Vlaanderen-Baloise | z.t.     |
| 7       | Amaury Capiot      | Topsport Vlaanderen-Baloise | z.t.     |
| 8       | Roy Jans           | Wanty-Groupe Gobert         | z.t.     |
| 9       | Joeri Stallaert    | Cibel-Cebon                 | z.t.     |
| 10      | Emiel Vermeulen    | Team 3M                     | z.t.     |
| 11      | Tom Van Asbroeck   | Team LottoNL-Jumbo          | z.t.     |
| 12      | Daniel McLay       | Fortuneo-Vital Concept      | z.t.     |
| 13      | Mirko Tedeschi     | Wilier Triestina-Southeast  | z.t.     |
| 14      | Julien Stassen     | Wallonie-Bruxelles          | z.t.     |
| 15      | Emiel Wastyn       | An Post-Chainreaction       | z.t.     |
| 16      | Mike Teunissen     | Team LottoNL-Jumbo          | z.t.     |
| 17      | Justin Jules       | Veranclassic-Ago            | z.t.     |
| 18      | Jelle Mannaerts    | Superano Ham-Isorex         | z.t.     |
| 19      | Dion Smith         | ONE Pro Cycling             | z.t.     |
| 20      | Anders Skaarseth   | Team Joker                  | z.t.     |

## UCI Europe Tour
In dit Kampioenschap van Vlaanderen waren punten te verdienen voor de ranking in de UCI Europe Tour 2016. Enkel renners die uitkwamen voor een (pro-)continentale ploeg, maakten aanspraak om punten te verdienen.
| Positie | 1e  | 2e | 3e | 4e | 5e | 6e | 7e | 8e | 9e | 10e | 11e | 12e | 13e | 14e | 15e | 16e | 17e | 18e | 19e | 20e |
| Punten  | 125 | 85 | 70 | 60 | 50 | 40 | 35 | 30 | 25 | 20  | 15  | 10  | 5   | 5   | 5   | 3   | 3   | 3   | 3   | 3   |

Etappewedstrijden

 Ster van Bessèges · 
 Ronde van Valencia · 
 La Méditerranéenne · 
 Ronde van de Algarve · 
 Ruta del Sol · 
 Ronde van de Haut-Var · 
 Ronde van de Provence · 
 Driedaagse van West-Vlaanderen · 
 Internationale Wielerweek · 
 Internationaal Wegcriterium · 
 Driedaagse van De Panne-Koksijde · 
 Ronde van de Sarthe · 
 Ronde van Castilië en León · 
 Ronde van Trentino · 
 Ronde van Kroatië · 
 Ronde van Turkije · 
 Ronde van Yorkshire · 
 Ronde van Asturië · 
 Ronde van Azerbeidzjan · 
 Vierdaagse van Duinkerke · 
 Ronde van Madrid · 
 Ronde van Picardië · 
 Ronde van Cova da Beira · 
 Ronde van Noorwegen · 
 World Ports Classic · 
 Ronde van België · 
 Ronde van Estland · 
 Ronde van Luxemburg · 
 Boucles de la Mayenne · 
 Ster ZLM Toer · 
 Ronde van Slovenië · 
 Ronde van Oostenrijk · 
 Sibiu Cycling Tour · 
 Ronde van Rhône Alpes-Valromey · 
 Ronde van Wallonië · 
 Ronde van Denemarken · 
 Ronde van Portugal · 
 Ronde van Burgos · 
 Ronde van Gévaudan Languedoc-Roussillon · 
 Ronde van de Ain · 
 Ronde van Tsjechië · 
 Arctic Race of Norway · 
 Ronde van de Limousin · 
 Ronde van Poitou-Charentes · 
 Tour des Fjords · 
 Ronde van Groot-Brittannië · 
 Ronde van Toscane · 
 Eurométropole Tour
Eendaagse wedstrijden

 Trofeo Felanitx-Ses Salines-Campos-Porreres · 
 Trofeo Pollença-Port de Andratx · 
 Trofeo Serra de Tramuntana · 
 Trofeo Playa de Palma-Palma · 
 GP La Marseillaise · 
 Grote Prijs van de Etruskische Kust · 
 Ronde van Murcia · 
 Clásica de Almería · 
 Trofeo Laigueglia · 
 Omloop Het Nieuwsblad · 
 Classic Sud Ardèche · 
 GP Lugano · 
 Kuurne-Brussel-Kuurne · 
 La Drôme Classic · 
 Le Samyn · 
 Strade Bianche · 
 GP Industria & Artigianato · 
 Ronde van Drenthe · 
 Nokere Koerse · 
 GP Nobili Rubinetterie · 
 Handzame Classic · 
 Classic Loire-Atlantique · 
 Grote Prijs van Cholet-Pays de Loire · 
 Dwars door Vlaanderen · 
 Route Adélie de Vitré · 
 Grote Prijs Miguel Indurain · 
 Volta Limburg Classic · 
 Ronde van La Rioja · 
 Parijs-Camembert · 
 Scheldeprijs · 
 Klasika Primavera · 
 Brabantse Pijl · 
 GP Denain · 
 Ronde van de Finistère · 
 Ronde van de Apennijnen · 
 Tro-Bro Léon · 
 La Roue Tourangelle · 
 Rund um den Finanzplatz Eschborn-Frankfurt · 
 Velothon Wales · 
 Grote Prijs van de Somme · 
 Grote Prijs van Plumelec · 
 Boucles de l'Aulne  · 
 Velothon Berlin · 
 GP Kanton Aargau · 
 Ronde van Keulen · 
 Ronde van Limburg · 
 Velothon Copenhagen · 
 Halle-Ingooigem · 
 GP Cerami · 
 Velothon Stuttgart · 
 Prueba Villafranca de Ordizia · 
 Rad am Ring · 
 Circuito de Getxo · 
 RideLondon Classic · 
 Polynormande · 
 Dwars door het Hageland · 
 Arnhem-Veenendaal Classic · 
 GP Jef Scherens · 
 GP Stad Zottegem · 
 Druivenkoers Overijse · 
 Schaal Sels · 
 Brussels Cycling Classic · 
 GP Fourmies · 
 Velothon Stockholm · 
 Ronde van de Doubs · 
 GP van Wallonië · 
 Coppa Bernocchi · 
 Coppa Agostoni · 
 Kampioenschap van Vlaanderen · 
 Grote Prijs Impanis-Van Petegem · 
 Memorial Marco Pantani · 
 GP van Isbergues · 
 GP Industria & Commercio di Prato · 
 Coppa Sabatini · 
 Ronde van Emilia · 
 Duo Normand · 
 GP Beghelli · 
 Ronde van de Drie Valleien · 
 Milaan-Turijn · 
 Ronde van Piemonte · 
 Ronde van de Vendée · 
 Ronde van het Münsterland · 
 Binche-Chimay-Binche · 
 Parijs-Bourges · 
 Parijs-Tours · 
 Nationale Sluitingsprijs